# Empoasca nubecula
Empoasca nubecula är en insektsart som beskrevs av Irena Dworakowska 1977. Empoasca nubecula ingår i släktet Empoasca och familjen dvärgstritar.
Artens utbredningsområde är Elfenbenskusten. Inga underarter finns listade i Catalogue of Life.